# Chula Vista-River Spur (Teksas)
Chula Vista-River Spur je naseljeno mjesto za statističke potrebe u američkoj saveznoj državi Teksas. Prema popisu stanovništva iz 2010. u njemu je živjelo. stanovnika.